# 海斯鎮區 (堪薩斯州斯塔福德縣)
海斯鎮區（英語：Hayes Township）為美國堪薩斯州斯塔福德縣轄下的鎮區。2010年美国人口普查中此鎮區人口有196人。

## 地理
海斯鎮區涵蓋總面積為93.3平方（36.02平方英里），其中陸地面積為93.3平方（36.02平方英里），水域面積為0平方（0.00平方英里）或0.00%。

## 人口統計
根據2010年美國人口普查，海斯鎮區人口有196人，其中男性有104人，女性有92人，人口密度為每平方公里2.10人，住房計108戶。鎮區內的白人有189人，非裔美國人有1人，美洲原住民有1人，亞裔美國人有0人，太平洋島裔美國人有0人，其他種族有3人，混血種族則有2人。此外鎮區內有9人為西班牙裔或拉丁裔美國人。此鎮區之年齡中位數為48.9歲，而男性年齡中位數為49.0歲，女性年齡中位數為48.5歲。